# قزل‌آلای نوارقرمز نهر شیپهون
قزل‌آلای نوارقرمز نهر شیپهون (نام علمی: Sheepheaven Creek redband trout) نام یک گونه از سرده کج‌بینی‌ها است.